# Amanita muscaria var. regalis
Amanita muscaria var. regalis (Fr.) Sacc., Sylloge fungorum omnium husque cognitorum (Abellini) 5: 13 (1887).
Amanita muscaria var. regalis è un fungo basidiomicete, varietà dell'Amanita muscaria.

## Descrizione della specie

### Cappello
Da emisferico a convesso, poi aperto e piatto; cuticola color bruno-rossastro cosparsa da verruche color bianco sporco, resti del velo; margine striato.

### Lamelle
Fitte, da bianche a beige, intercalata da lamellule.

### Gambo
Cilindrico, da pieno a cavo, striato sopra l'anello ampio e membranoso, liscio sotto; di colore bianco, color bianco-ghiaccio all'invecchiamento. 

### Volva
Dissociata in verruche.

### Carne
Bianca e fibrosa.
- Odore di fungo
- sapore nullo

## Habitat
Estate-autunno, boschi di latifoglia e conifera. Non comune.

## Commestibilità
Velenoso come l'Amanita muscaria.
È responsabile della sindrome panterinica che comporta, dopo un periodo di tempo variabile da 15 minuti a 3 ore dall'ingestione del fungo, l'insorgere di sintomi a carico del sistema nervoso come allucinazioni, sbalzi di umore, spasmi muscolari, convulsioni, euforia e rabbia immotivata.

## Specie simili
- Amanita spissa, commestibile dopo cottura.
- Amanita pantherina, velenosissimo, anche mortale.

## Etimologia
Dal latino regalis, per la sua rarità riguardo al colore del cappello.

## Sinonimi e binomi obsoleti
- Agaricus muscarius var. umbrinus (Pers.) Fr., Epicrisis Systematis Mycologici (Upsaliae): 5 (1838) [1836]
- Agaricus muscarius ß regalis Fr., Systema mycologicum (Lundae) 1: 16 (1821)
- Amanita emilii Riel, Bulletin de la Société Mycologique de France 23: 1 (1907)
- Amanita regalis (Fr.) Michael, 1: 56 (1896)
- Amanita regalis f. umbrina (Fr.) Neville & Poumarat, Bulletin de la Société Mycologique de France 117(4): 324 (2002) [2001]
- Amanita umbrina Pers., Tentamen Dispositionis Methodicae Fungorum: 71 (1797)
- Amanitaria muscaria var. regalis (Fr.) E.-J. Gilbert, Iconographia Mycologica 27(Suppl. 1): 77 (1941)